# EuropeAid
La Direction générale du développement et de la coopération (EuropeAid) est une des directions générales de la Commission européenne. 
Fondée le 1er janvier 2011, elle a pour mission de mettre en œuvre les instruments d'aide extérieure de la Commission européenne, qui sont financés par Budget de l'Union européenne et du Fonds européen de développement régional.
EuropeAid est issu de la fusion entre EuropeAid Cooperation Office (AIDCO) et le Directorate-General for Development and Relations with African, Caribbean and Pacific States (DEV).

## Fonctions
EuropeAid est la direction générale de la Commission européenne responsable de la mise en œuvre des programmes et projets d'aide extérieure à travers le monde. Son objectif est de maximiser la valeur et l'impact du financement de l'aide en faisant en sorte que l'appui soit fourni rapidement et de façon responsable.  
EuropeAid opère sous la direction du commissaire Andris Pielbags, qui est chargée du développement. Le directeur général d'EuropeAid, Koos Richelle, est responsable de la réalisation globale de la mission de la DG, qui consiste dans la mise en œuvre des instruments de l'aide extérieure financés par le budget de la Communauté européenne et le  Fonds européen de développement régional.
EuropeAid travaille pour que l'aide qu'elle distribue apporte une contribution importante aux objectifs de développement de l'UE ainsi qu'aux Objectifs du Millénaire pour le Développement. La mise en œuvre effective de l'aide contribue aussi à une plus grande visibilité de la Commission et de l'UE dans son ensemble sur la scène mondiale. L'Union européenne, composée des États membres et de la Commission européenne, est le plus grand bailleur de fonds du monde.

## Mise en œuvre de l'aide
Lors de l'exécution des projets, EuropeAid se base sur les stratégies et les programmes à long terme de l'UE pour l'octroi de l'aide. Ces stratégies et politiques sont conçues par d'autres [directions générales] de la Commission européenne, la DG Développement pour les régions ACP et la DG Relations extérieures pour les autres régions du monde. 
EuropeAid se charge de traduire ces politiques en actions concrètes et d'élaborer des nouvelles possibilités d'octroi de l'aide, par le biais de l'appui budgétaire ou des approches sectorielles. Il émet aussi des directives et mène des évaluations sur la manière dont l'aide est mise en œuvre. Enfin, il est aussi responsable de la bonne gestion des fonds ainsi que de la transparence et de la clarté des appels d'offres et des contrats.
EuropeAid est compétent à toutes les étapes d'un projet d'octroi de l'aide: après l'identification des besoins, il réalise une étude de faisabilité et prépare les décisions financières et les contrôles nécessaires. Ensuite, il élabore les appels d'offres nécessaires ainsi que les procédures de suivi et d'évaluation. Les évaluations des projets sont régulièrement mis à jour dans la page Web pour communiquer publiquement les résultats et les incidences des activités financées par les fonds communautaires et à tirer des enseignements des bons et des mauvais résultats. L'évaluation vise à améliorer la gestion, en particulier sur la base des enseignements tirés des activités antérieures, et à renforcer les capacités à garantir une meilleure transparence.
EuropeAid est une organisation fortement décentralisée. Les deux tiers des employés de la Commission chargés de l'exécution de l'aide travaillent sur le terrain. C'est pourquoi la plupart des travaux préparatoires et de mise en œuvre est assurée par les délégations de la Commission dans les pays bénéficiaires. EuropeAid est composé de sept directions et de quatre unités directement rattachées au directeur général.

## Coopération
Pour assurer la cohérence, la complémentarité et la coordination dans la mise en œuvre des programmes d'aide extérieure dans le monde, EuropeAid travaille en étroite collaboration avec ses différents partenaires. L'objectif global est de rendre l'aide extérieure plus efficace. La société civile, les organisations internationales et les gouvernements des États membres de l'UE sont des acteurs importants dans ce domaine.

## Financement et visibilité
EuropeAid octroie des subventions et des contrats afin d'exécuter les projets et les activités qui ont trait aux programmes d'aide extérieure de l'Union européenne. Un ensemble de directives sur la visibilité ont été produites pour garantir que le travail d'EuropeAid pour améliorer la vie des gens soit reconnu. Ces lignes directrices garantissent que les projets d'aide reçoivent l'aide financière du Budget communautaire. Elles contribuent aussi à l'image globale de l'Union européenne à travers le monde.

## Compléments